# Ołena Szulak
Ołena Ołeksijiwna Szulak, ukr. Олена Олексіївна Шуляк (ur. 24 stycznia 1976 w Kijowie) – ukraińska polityk i przedsiębiorca, deputowana, od 2021 przewodnicząca partii Sługa Ludu.

## Życiorys
W 1997 ukończyła studia z ekonomii i zarządzania w budownictwie na Narodowym Uniwersytecie Transportu. W 2005 uzyskała magisterium z zarządzania przedsiębiorstwem. W 2012 została absolwentką psychologii na Kijowskim Uniwersytecie Narodowym im. Tarasa Szewczenki. W 1999 założyła własną firmę audytorską. Zawodowo związana również z międzynarodowym holdingiem inwestycyjnym Midland Group, w 2007 została dyrektorem generalnym Midland Development Ukraine. W 2017 współtworzyła przedsiębiorstwo zajmujące się wynajmem i obsługą nieruchomości w Kijowie. Pełniła funkcję wiceprzewodniczącej ukraińskiego oddziału Young Presidents’ Organization.
Dołączyła do prezydenckiej partii Sługa Ludu, w 2019 z jej ramienia uzyskała mandat posłanki do Rady Najwyższej IX kadencji. W listopadzie 2021 zastąpiła Ołeksandra Kornijenkę na stanowisku przewodniczącego partii.